# Francisco Giralte
Francisco Giralte est un sculpteur espagnol de la Renaissance, né à Palencia vers 1510, et mort à Madrid en 1576.

## Biographie
Il a été formé à l'école de sculpture de Palencia, florissante au cours des xve et xvie siècles. On l'a dit d'abord l'élève d'Alonso Berruguete, puis son collaborateur dans la réalisation du chœur de la cathédrale de Tolède.

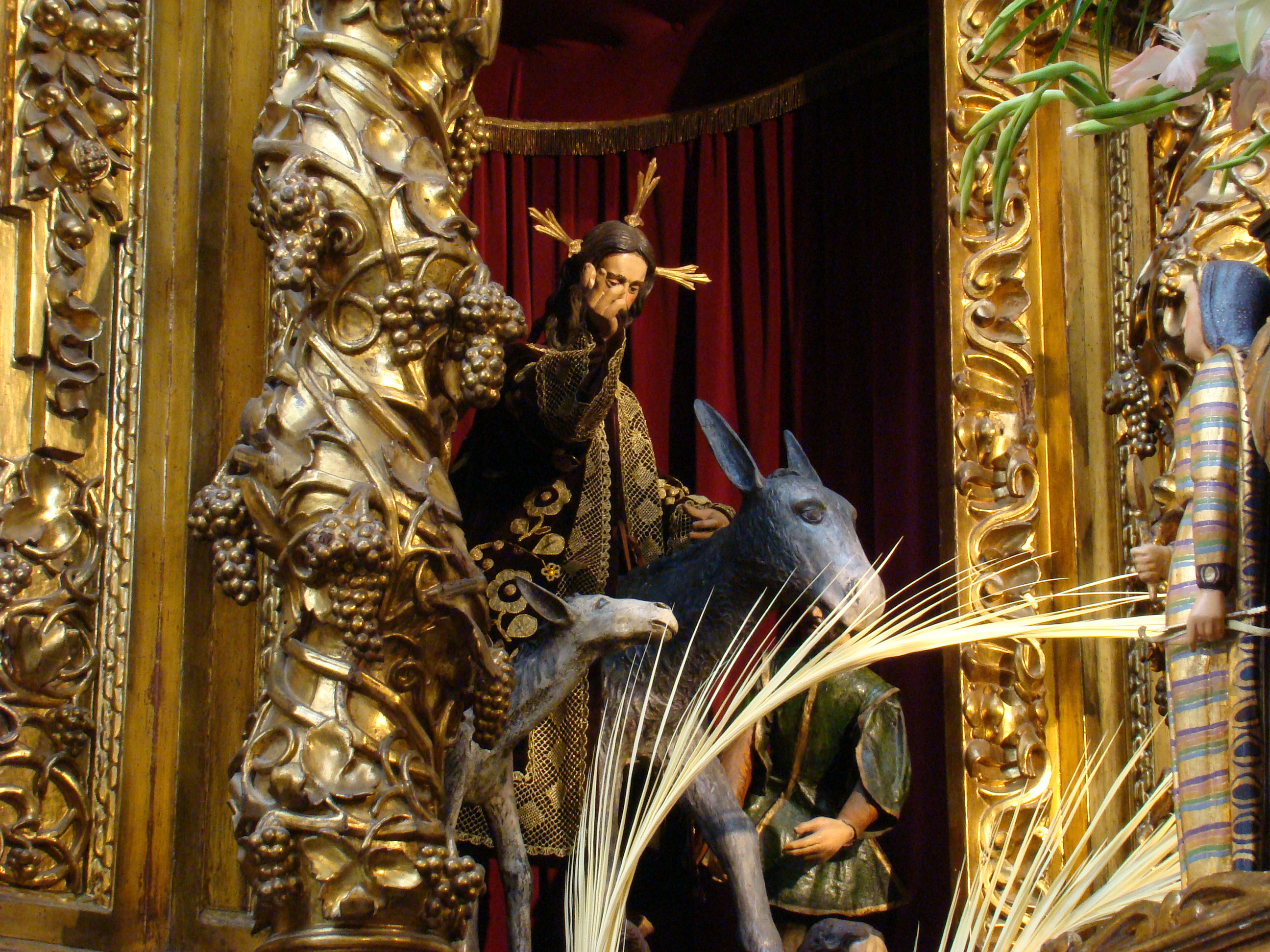
Paso processionnel de lEntrée du Christ à Jérusalem
Valladolid

Seul, il a réalisé un retable pour la chapelle du docteur Luis del Corral dans l'église de Santa María Magdalena de Valladolid et un autre retable de la Piedad qui est conservé dans le musée diocésain de Valladolid. On lui attribue également plusieurs retables et sculptures conservés aujourd'hui dans la cathédrale de Palencia et dans le musée paroissial de Paredes de Nava, et le somptueux mausolée du marquis de Poza, dans l'église du couvent de San Pablo de Palencia, ainsi que d'autres œuvres, comme le retable du maître-autel de l'église de San Pedro de Cisneros, de Villarmentero de Campos, ou les sculptures du retable de l'église de Cozuelos de Ojeda (es), attribuable à son atelier. On considère comme son œuvre le paso processionnel de l'Entrée triomphale de Jésus à Jérusalem qui défile le dimanche des Rameaux à Valladolid.
Installé à Madrid, il a réalisé les parties sculptées ainsi que le retable de la Chapelle de l'Évêque située à côté de l'église paroissiale San Andres de Madrid, commandés en 1548-1549 par Gutierre de Vargas Carvajal, évêque de Plasence (province de Cáceres). Il a également fait, selon la majorité des érudits, les tombeaux des mécènes et de leurs parents, conservés dans la même chapelle. L'ensemble est considéré comme son chef-d'œuvre. Il travaille dans la chapelle avec Juan de Villoldo qui a réalisé cinq peintures et a assuré la polychromie du retable.
Il a également travaillé sur le maître-autel de la basilique de l'Assomption (basílica de la Asunción de Nuestra Señora) de Colmenar Viejo, fortement endommagé pendant la guerre civile espagnole. 

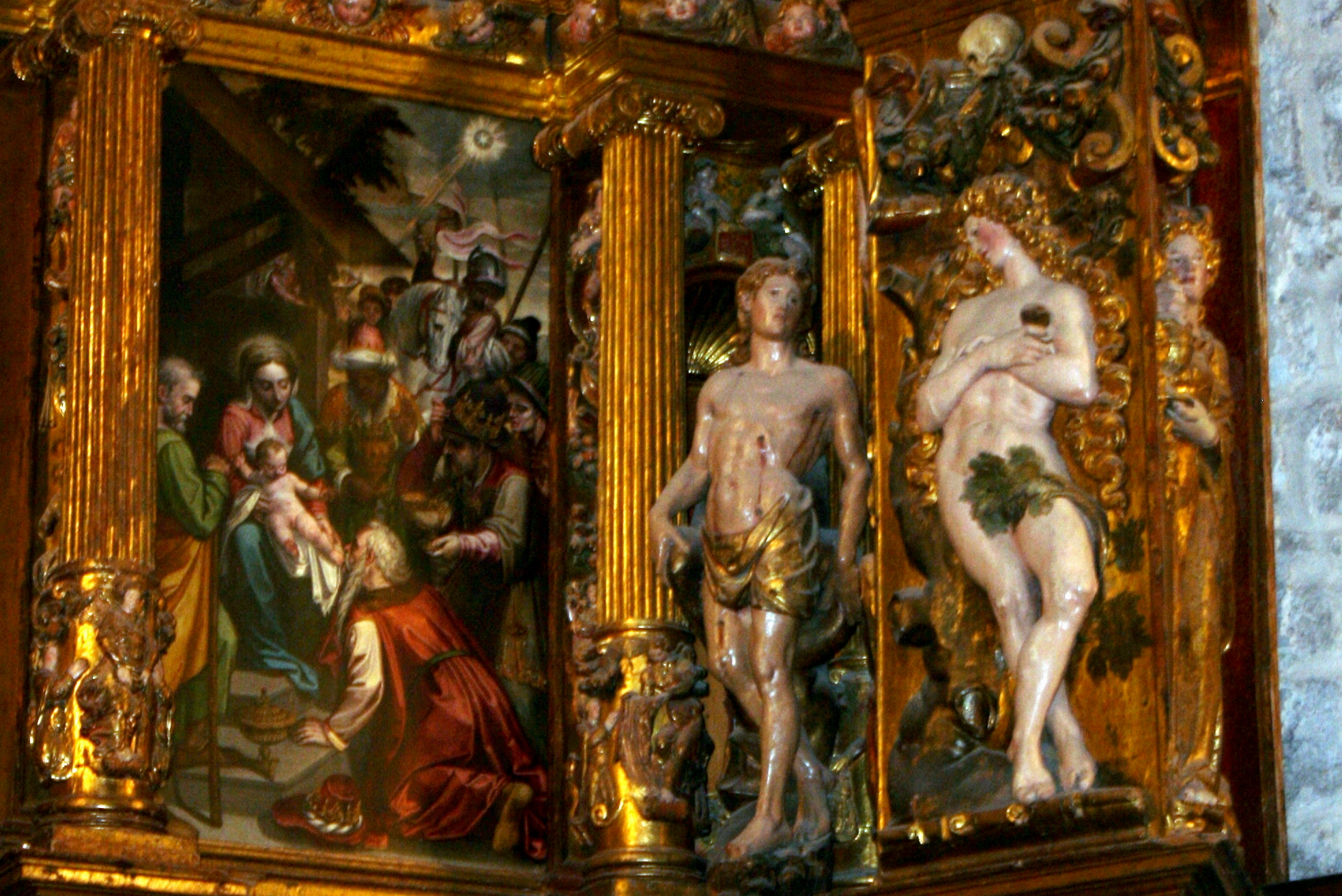
Retable du maître-autel de l'église San Eutropio de El Espinar

Pendant sa période madrilène il a également réalisé en 1565 le retable du maître-autel de l'église de San Eutropio de El Espinar, dans la province de Ségovie, mais qui a été partiellement exécuté par les compagnons de son atelier. Les panneaux peints ont été faits par Alonso Sánchez Coello. Le retable est terminé en 1573 dont il reçoit le paiement de 103 777 maravédis le 15 août 1573. Il a ensuite travaillé à Plasence sur la statue du successeur de l'évêque Gutierre de Vargas Carvajal, Pedro Ponce de León. En 1576, il discute avec Diego de Urbina pour la réalisation d'un retable à Pozuelo.
Son style est clairement dérivé de son maître Berruguete avec des figures très expressives, à la limite du pathos,mais tempérée par Giralte dans plusieurs de ses œuvres. Ces œuvres se caractérisent par une plus grande sérénité. Ses retables, comme la chapelle de l'Évêque, tendent à l'exubérance décorative et l'horreur du vide, plus dans le style maniériste qui triomphe à l'époque, et comparable à certains égards à celui d'un autre grand maître castillan, Juan de Juni.